# Alice của Liên hiệp Anh
Alice của Liên hiệp Anh và Ireland (Alice Maud Mary; ngày 2 tháng 4 năm 1843 – ngày 14 tháng 12 năm 1878) là con gái của Victoria I của Liên hiệp Anh và Albrecht xứ Sachsen-Coburg và Gotha. Bà cũng là Đại Công tước phu nhân xứ Hessen và Rhein từ ngày 13 tháng 6 năm 1877 cho tới khi bà qua đời với tư cách là phối ngẫu của Ludwig IV của Hessen và Rhein.
Alice dành thời thơ ấu của ở rất nhiều căn dinh thự khác nhau của Vương thất Anh. Việc học tập của bà được phụ trách bởi cha bà, Vương tế Albert và bạn ông, Christian Friedrich, Nam tước Stockmar. Sau khi Vương tế Albert qua đời, Nữ vương đã bước vào giai đoạn vô cùng đau buồn và Alice dành sáu tháng tiếp theo để làm thư ký riêng không chính thức của mẹ bà. Tuy nhiên, đám cưới của Vương nữ Alice và Prince Ludwig xứ Hessen vẫn được diễn ra đúng như theo lịch vào ngày 1 tháng 7 năm 1962. Đám cưới này, theo nhận định của Nữ vương Victoria là "giống một đám tang hơn là một đám cưới". Cuộc sống của Alice ở Darmstadt không hạnh phúc do sự nghèo khó, bi kịch gia đình và mối quan hệ ngày càng xấu đi với chồng và mẹ bà.
Sau khi kết hôn, Alice đã tỏ ra khá thích thú trước công việc điều dưỡng, đặc biệt là với công việc của Florence Nightingale. Khi Hessen bị cuốn vào cuộc Chiến tranh Áo – Phổ, Darmstadt chứa đầy những người bị thương, Alice, lúc này đang mang thai đã dành rất nhiều thời gian để quản lý các bệnh viện. Một trong những tổ chức của bà, Hiệp hội Phụ nữ Vương nữ Alice đã tiếp quản phần lớn việc điều hành các bệnh viện quân sự của thành bang. Vào năm 1877, Alice trở thành Đại Công tước phu nhân sau khi chồng bà thừa kế Đại công quốc Hessen và Rhein, điều này đã khiến các nhiệm vụ của bà gia tăng, khiến sức khỏe của bà suy yếu đi. Vào cuối năm 1878, bệnh bạch hầu lây lan khắp triều đình Hessen. Alice đã chăm sóc gia đình mình hơn một tháng cho tới khi bệnh trở nặng và qua đời vào cùng năm đó.
Alice là em gái của Edward VII của Anh và Victoria, Vương nữ Vương thất (phối ngẫu của Friedrich III), mẹ của Hoàng hậu Aleksandra Fyodorovna của Nga (nhũ danh Alix), bà ngoại của Vương hậu Louise của Thụy Điển và Louis Mountbatten, Phó vương cuối cùng của Ấn Độ. Một cô con gái khác của bà, Elisabeth, kết hôn với Sergey Aleksandrovich của Nga, đã bị giết bởi người Bolshevik giống như gia đình của em gái Alix vào năm 1918.

## Những năm đầu đời
Vương nữ Alice Điện hạ sinh ngày 25 tháng 4 năm 1843 tại Cung điện Buckingham, Luân Đôn, Anh. Bà là con thứ ba và là con gái thứ hai của Victoria của Anh và  Albrecht xứ Sachsen-Coburg và Gotha. Khi được rửa tội bởi Tổng giám mục Canterbury William Howley tại một nhà nguyện riêng trong Cung điện Buckingham vào ngày 2 tháng 6 năm 1843, bà được đặt tên là "Alice Maud Mary". Cha mẹ đỡ đầu của bà bao gồm: Vua của Hanover (ông chú, đại diện bởi Công tước xứ Cambridge), Thân vương phi xứ Hohenlohe-Langenburg (bác đằng ngoại, đại diện bởi Công tước phu nhân xứ Kent), Thế tử của Sachsen-Coburg và Gotha (bác đằng nội, đại diện bởi Thế tử của Mecklenburg-Strelitz), và Vương tằng tôn nữ Sophia xứ Gloucester (bà cô bên ngoại).
Sự ra đời của Alice đã khiến cha mẹ bà tìm một dinh thự lớn hơn. Cung điện Buckingham không đáp ứng được nhu cầu của gia đình đang lớn dần của Victoria, bao gồm cả các vườn ướm phù hợp. Vì thế, vào năm 1844, Victoria và Albert đã mua Dinh thự Osborne trên Đảo Wight để làm căn nhà cho gia đình vào những ngày nghỉ. Chuyện học hành của Vương nữ được phụ trách bởi cha bà và người bạn thân của ông, Nam tước Stockmar. Tại Osborne, Alice và các anh chị em của bà được dạy các kỹ năng như trông nhà, nấu ăn, làm vườn và nghề mộc, cũng như các tiết học hàng ngày được dạy bằng tiếng Anh, tiếng Pháp và tiếng Đức.
Alice bị cuốn hút bởi thế giới ngoài kia; ở Balmoral, nơi có vẻ khiến bà hạnh phúc nhất, bà thường hay đến thăm những người thuê nhà sống và làm việc tại đây. Có lần, bà trốn khỏi gia sư của mình tại nhà nguyện ở Lâu đài Windsor và ngồi trên một chiếc ghế công cộng, với mong muốn hiểu rõ hơn về những người không bị ràng buộc bởi những nghi thức triều đình. Vào năm 1854, trong cuộc Chiến tranh Krym, cô bé 11 tuổi Alice đã đi thăm những bệnh viện ở London dành cho các thương binh cùng với chị gái và mẹ mình. Bà là người nhạy cảm về cảm xúc nhất trong số các anh chị em và hay đồng cảm với những nỗi đau và gánh nặng của người khác, miệng lưỡi sắc bén và dễ nổi nóng. Trong thời thơ ấu, Alice đã hình thành mối quan hệ thân thiết với chị gái, Vương nữ Vương thất và anh trai, Thân vương xứ Wales.

## Hôn nhân

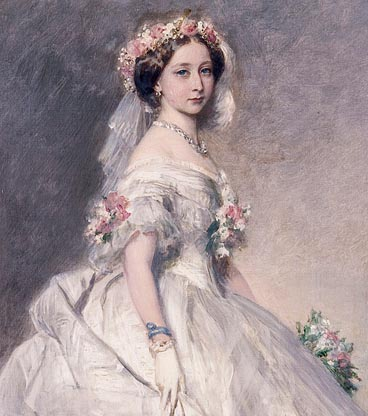
Vuơng nữ Alice trong trang phục cưới, 1862

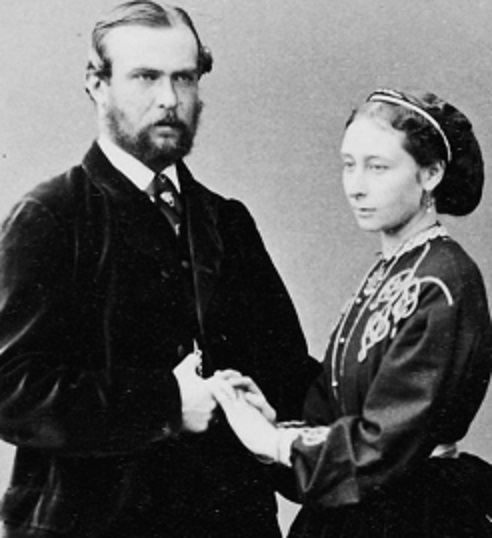
Vuơng nữ Alice và chồng – Hoàng tử Louis của Hessen và Rhine

Ngày 30 tháng 4 năm 1861, Vuơng nữ Alice đã đính hôn với Đaị Công tử Ludwig của Hessen, sau sự đồng ý của mẹ bà – Victoria của Anh.
Khi gần đến ngày lễ cưới diễn ra thì cha bà – Vương tế Albrecht  – đột ngột qua đời ngày 14 tháng 12 năm 1861. Tất cả mọi người đều đau buồn, đặc biệt là Nữ vương. Dù vậy, bà vẫn ra lệnh cho lễ cưới được diễn ra như dự định. Ngày 1 tháng 7 năm 1862, lễ cưới của Vương nữ Alice và Hoàng tử Louis diễn ra tại phòng ăn (được biến thành một nhà nguyện tạm thời ở Dinh thự Osborne). Alice được bác trai là Công tước xứ Sachsen-Coburg và Gotha – dẫn vào lễ đường. Đi sau bà là bốn phù dâu: Vương nữ Helena, Vương nữ Louise, Vương nữ Beatrice và Đại Công nữ Anna. Trong hôn lễ, Alice mặc một chiếc váy cưới màu trắng và một chiếc màn che mặt bằng ren, nhưng bà được yêu cầu phải mặc đồ tang đen trước và sau buổi lễ vì bà vẫn còn chịu tang cha. Nữ vương đã viết cho cô con gái cả, Victoria, rằng "buổi lễ này giống một đám tang hơn là đám cưới", Alfred Tennyson cũng nói rằng "đó là ngày buồn nhất mà tôi có thể nhớ được". Buổi lễ được miêu tả bởi Gerard Noel là "lễ cưới vương thất u sầu nhất trong thời kỳ hiện đại".

## Qua đời

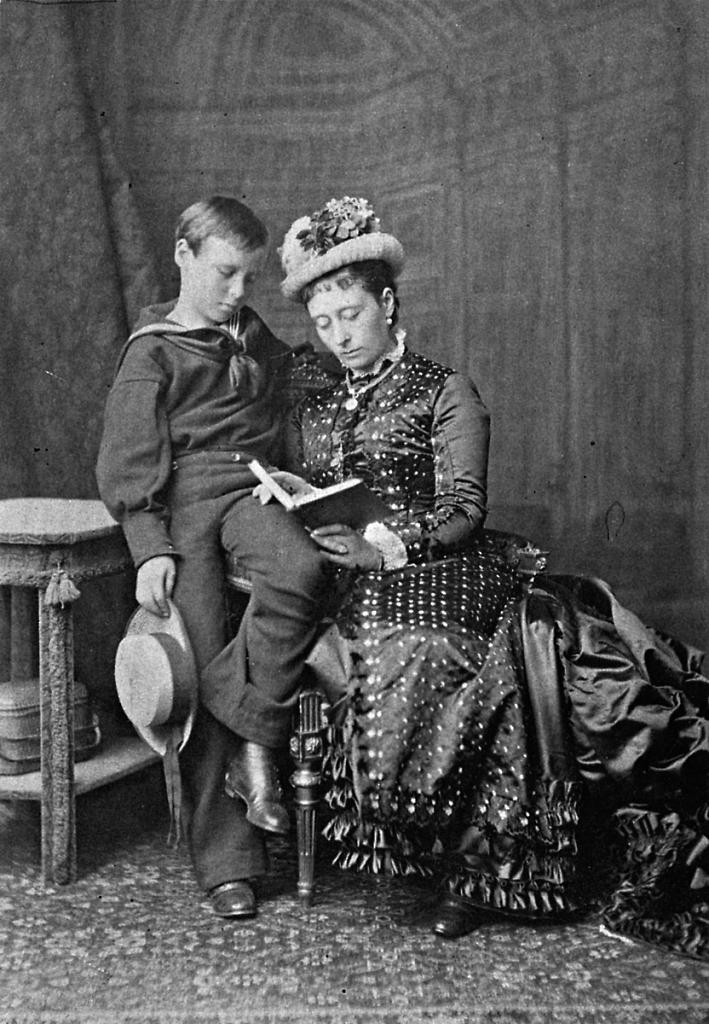
Vương nữ Alice và Đại Công tử Ernst năm 1877

Tháng 11 năm 1878, bệnh bạch hầu bắt đầu bùng phát và lây lan nhanh xung quanh nơi Vương nữ Alice ở. Con gái lớn của Alice – Đại Công nữ Victoria – là người đầu tiên nhiễm bệnh và lây sang Alix, Irene, Ernst, Marie. Chồng bà  cũng nhiễm bệnh ngay sau đó. Elisabeth là người duy nhất không bị nhiễm bệnh và nhanh chóng được mẹ gửi sang sống với bà nội, Elisabeth cúa Phổ.
Ngày 16 tháng 11 năm 1878, Đại Công nữ Marie bất ngờ trở bệnh nặng và qua đời. Vương nữ Alice vô cùng đau buồn đến nỗi quẫn trí. Bà cố giấu tin con gái mất với các thành viên còn lại trong gia đình trong nhiều tuần liền nhưng cuối cùng, vào đầu tháng 12, bà đã nói tin này với Ernst. Phản ứng của ông còn tồi tệ hơn những gì Alice có thể nghĩ. Ông không tin vào chuyện này và từ chối mọi thông tin về nó nhưng rồi ông vẫn phải tin vào sự thật trong nước mắt. Alice đã ôm và hôn để an ủi ông bất chấp bà có thể bị nhiễm bệnh. Tuy lúc đầu bà không có bệnh nhưng không lâu sau đó bà bắt đầu có những triệu chứng và nhiễm bệnh. Vào ngày 14 tháng 12 năm 1878, kỷ niệm ngày mất của cha bà, Vương tế Albert, bà bắt đầu trở bệnh nặng và khoảng 2 giờ 30 phút bà bất tỉnh. Khoảng 8 giờ 30 phút cùng ngày bà qua đời khi chỉ mới 35 tuổi. Bà là người con đầu tiên của Victoria của Anh qua đời. Câu nói cuối cùng của bà: "Papa thân yêu". Ngày 18 tháng 12 năm 1878 bà được chôn cất cạnh con gái – Công chúa Marie – tại Rosenhöhe, Darmstadt, Hessen, Đế chế Đức. Một đài tưởng niệm đặc biệt của Vương nữ Alice và con gái Marie của mình được dựng lên bởi Joseph Boehm.

## Di sản

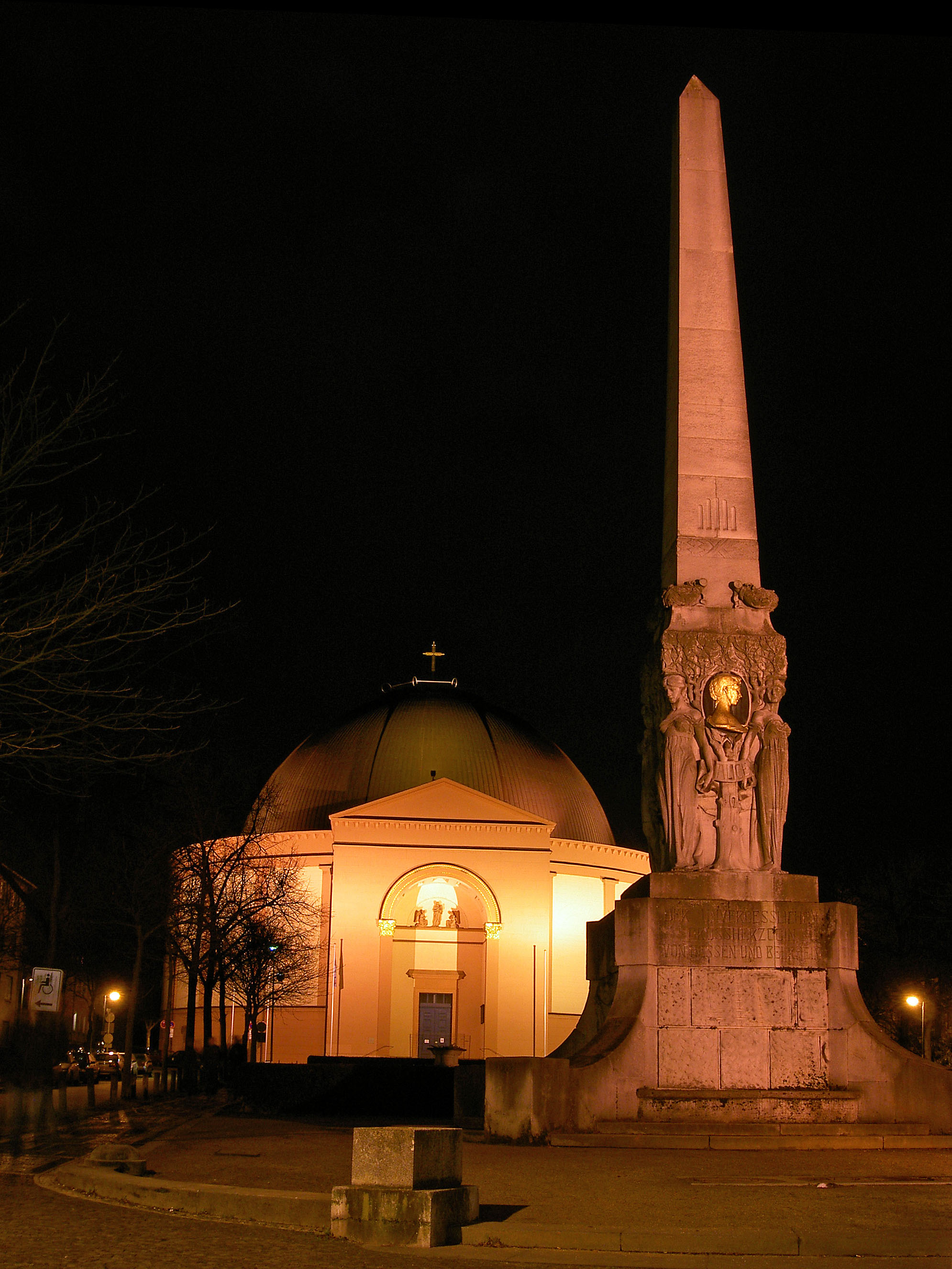
Đài tưởng niệm Alice tại Sankt-Ludwigs-Kirche, Darmstadt

Alice thành lập Bệnh viện Alice tại Darmstadt vào năm 1869, để chăm sóc những người bị bệnh và bị thương trong thành phố. Tổ chức vẫn tiếp tục phát triển lâu dài sau cái chết của Alice. Một trong những sáng lập khác của bà là Hiệp hội Công nghiệp và Đào tạo Phụ nữ Alice, với mục đích là giáo dục phụ nữ, và Hiệp hội Phụ nữ Vương nữ Alice, một tổ chức đào tạo các y tá. Những tổ chức này có vai trò đặc biệt quan trọng và rất tích cực trong cuộc Chiến tranh Áo – Phổ, những khoảng thời gian mà Alice dành cho những công việc này khiến chồng bà rất không vui, người thấy những điều đó làm tốn thời gian của Alice và tài sản của ông.
Đồng thời, người ta cũng cho xây dựng những đài tưởng niệm Alice ở Darmstadt, Đức; Whippingham, Đảo Wight; và tại Frogmore, Windsor.

### Hậu duệ
Những hậu duệ của Alice đóng những vai trò quan trọng trong lịch sử thế giới. Đứa con áp chót Alix, kết hôn với Nikolai II của Nga, truyền gien bệnh máu khó đông cho đứa con trai duy nhất, Thái tử Aleksey. Alix, cùng với chồng và các con đã bị hành quyết bởi những người Bolshevik tại Ekaterinburg in vào mùa hè năm 1918, mười sáu tháng sau Cách mạng Tháng hai buộc Nikolai phải thoái vị. Đứa con thứ hai của Alice, Elisabeth, người kết hôn với Sergey Aleksandrovich của Nga, và trở thành nữ tu sau khi chồng bà bị ám sát vào năm 1905, sau đó số phận cũng giống như gia đình của em gái mình. Louis Mountbatten, con trai út của đứa con cả Victoria, là Phó vương cuối cùng của Ấn Độ. Ông bị ám sát bởi Quân đội Ireland vào năm 1979. Vương tôn Philippos của Hy Lạp và Đan Mạch, chắt của bà thông qua cháu gái Alice xứ Battenberg, kết hôn với Elizabeth II.

## Danh hiệu
- 1 tháng 1 năm 1878: Đồng hành của Huân chương Vương miện Ấn Độ[24]
- 26 tháng 6 năm 1871: Chữ thập Công trạng dành cho Phụ nữ và Bé gái[25]
- Quý bà của Huân chương Luise, Hạng nhất[26]
- 1864: Đại Chữ thập của Huân chương Hoàng gia Thánh Catherine

## Gia đình
| Tên                                                 | Sinh                                                | Mất                                                 | Ghi chú | Chú thích     |
| --------------------------------------------------- | --------------------------------------------------- | --------------------------------------------------- | --- | ------------- |
| Victoria Alberta Elisabeth Mathilde Marie           | 5 tháng 4 năm 1863                                  | 24 tháng 9 năm 1950                                 | Kết hôn với Louis xứ Battenberg, có con. | [ 27 ] [ 28 ] |
| Elisabeth Alexandra Luise Alice                     | 1 tháng 11 năm 1864                                 | 18 tháng 7 năm 1918 †                               | Kết hôn với Sergey Aleksandrovich của Nga, không có con. | [ 28 ] [ 29 ] |
| Irene Luise Maria Anna                              | 11 tháng 7 năm 1866                                 | 11 tháng 11 năm 1953                                | Kết hôn với Heinrich của Phổ. | [ 28 ] [ 30 ] |
| Ernst Ludwig Karl Albrecht Wilhelm                  | 25 tháng 11 năm 1868                                | 9 tháng 10 năm 1937                                 | Đại Công tước của Hessen và Rhein. Kết hôn với Victoria Melita của Sachsen-Coburg và Gotha. Đã ly dị, có con. Kết hôn với Eleonore xứ Solms-Hohensolms-Lich, có con. | [ 28 ]        |

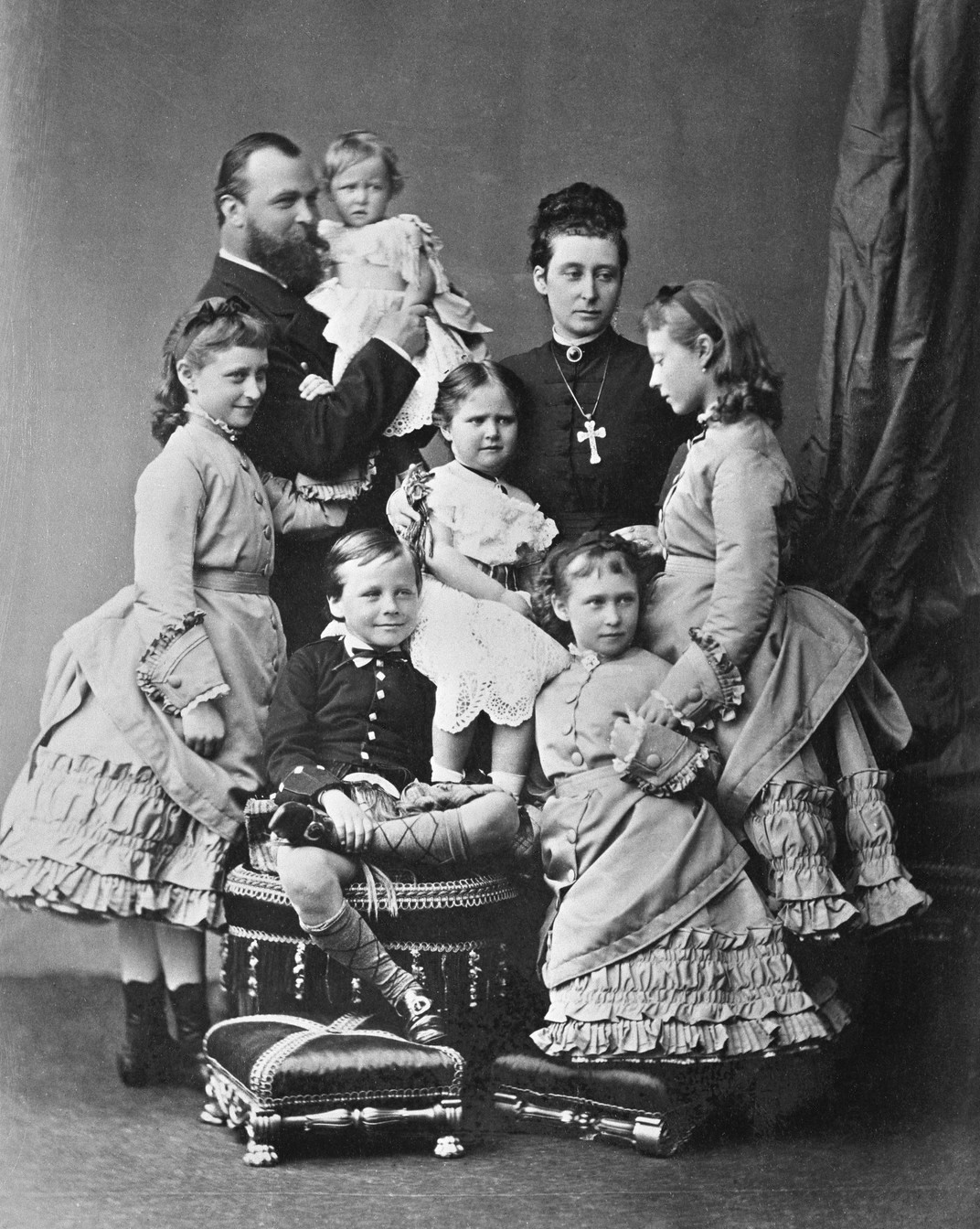
Gia đình của Alice năm 1876

| Friedrich Wilhelm August Victor Leopold Ludwig      | 7 tháng 10 năm 1870                                 | 25 tháng 5 năm 1873                                 | Chết vì chứng máu khó đông khi rơi từ cửa sổ. | [ 28 ] [ 31 ] |
| Alix Viktoria Helene Luise Beatrix                  | 6 tháng 6 năm 1972                                  | 17 tháng 7 năm 1918 †                               | Kết hôn với Nikolai II của Nga, có con. | [ 28 ] [ 32 ] |
| Marie Victoria Feodore Leopoldine                   | 24 tháng 5 năm 1874                                 | 16 tháng 11 năm 1878                                | Chết vì bệnh bạch hầu. | [ 28 ] [ 33 ] |
| † bị hành quyết bởi những người cách mạng Bolshevik | † bị hành quyết bởi những người cách mạng Bolshevik | † bị hành quyết bởi những người cách mạng Bolshevik | † bị hành quyết bởi những người cách mạng Bolshevik | [ 34 ]        |

## Gia phả
| \| \| \| \| \| \| \| \| \| \| \| \| \| \| \| \| \| \| \| \| 16. Frederick của Đại Anh \| \| \| \| \| \| \| \| \| \| \| \| \| \| \| \| \| \| \| \| \| \| \| \| \| \| \| \| \| \| \| \| \| \| \| \| \| \| \| \| \| \| \| \| \| \| \| \| \| \| \| \| \| \| 8. George III của Liên hiệp Anh \| \| \| \| \| \| \| \| \| \| \| \| \| \| \| \| \| \| \| \| \| \| \| \| \| \| \| \| \| \| \| \| \| \| \| \| \| \| \| \| \| \| \| \| \| \| \| \| \| \| \| \| \| \| 17. Augusta xứ Sachsen-Gotha-Altenburg \| \| \| \| \| \| \| \| \| \| \| \| \| \| \| \| \| \| \| \| \| \| \| \| \| \| \| \| \| \| \| \| \| \| \| \| \| \| \| \| \| \| \| \| \| \| \| \| \| \| \| \| \| \| 4. Edward của Liên hiệp Anh và Hannover \| \| \| \| \| \| \| \| \| \| \| \| \| \| \| \| \| \| \| \| \| \| \| \| \| \| \| \| \| \| \| \| \| \| \| \| \| \| \| \| \| \| \| \| \| \| \| \| \| \| \| \| \| \| 18. Karl Ludwig xứ Mecklenburg \| \| \| \| \| \| \| \| \| \| \| \| \| \| \| \| \| \| \| \| \| \| \| \| \| \| \| \| \| \| \| \| \| \| \| \| \| \| \| \| \| \| \| \| \| \| \| \| \| \| \| \| \| \| 9. Charlotte xứ Mecklenburg-Strelitz \| \| \| \| \| \| \| \| \| \| \| \| \| \| \| \| \| \| \| \| \| \| \| \| \| \| \| \| \| \| \| \| \| \| \| \| \| \| \| \| \| \| \| \| \| \| \| \| \| \| \| \| \| \| 19. Elisabeth Albertine xứ Sachsen-Hildburghausen \| \| \| \| \| \| \| \| \| \| \| \| \| \| \| \| \| \| \| \| \| \| \| \| \| \| \| \| \| \| \| \| \| \| \| \| \| \| \| \| \| \| \| \| \| \| \| \| \| \| \| \| \| \| 2. Victoria I của Liên hiệp Anh \| \| \| \| \| \| \| \| \| \| \| \| \| \| \| \| \| \| \| \| \| \| \| \| \| \| \| \| \| \| \| \| \| \| \| \| \| \| \| \| \| \| \| \| \| \| \| \| \| \| \| \| \| \| 20. Ernst Friedrich xứ Sachsen-Coburg-Saalfeld (= 24) \| \| \| \| \| \| \| \| \| \| \| \| \| \| \| \| \| \| \| \| \| \| \| \| \| \| \| \| \| \| \| \| \| \| \| \| \| \| \| \| \| \| \| \| \| \| \| \| \| \| \| \| \| \| 10. Franz I xứ Sachsen-Coburg-Saalfeld (= 12)[35] \| \| \| \| \| \| \| \| \| \| \| \| \| \| \| \| \| \| \| \| \| \| \| \| \| \| \| \| \| \| \| \| \| \| \| \| \| \| \| \| \| \| \| \| \| \| \| \| \| \| \| \| \| \| 21. Sophie Antoinette xứ Braunschweig-Wolfenbüttel (= 25) \| \| \| \| \| \| \| \| \| \| \| \| \| \| \| \| \| \| \| \| \| \| \| \| \| \| \| \| \| \| \| \| \| \| \| \| \| \| \| \| \| \| \| \| \| \| \| \| \| \| \| \| \| \| 5. Victoire xứ Sachsen-Coburg-Saalfeld \| \| \| \| \| \| \| \| \| \| \| \| \| \| \| \| \| \| \| \| \| \| \| \| \| \| \| \| \| \| \| \| \| \| \| \| \| \| \| \| \| \| \| \| \| \| \| \| \| \| \| \| \| \| 22. Heinrich XXIV Reuß xứ Ebersdorf (= 26) \| \| \| \| \| \| \| \| \| \| \| \| \| \| \| \| \| \| \| \| \| \| \| \| \| \| \| \| \| \| \| \| \| \| \| \| \| \| \| \| \| \| \| \| \| \| \| \| \| \| \| \| \| \| 11. Augusta Reuß xứ Ebersdorf (= 13)[35] \| \| \| \| \| \| \| \| \| \| \| \| \| \| \| \| \| \| \| \| \| \| \| \| \| \| \| \| \| \| \| \| \| \| \| \| \| \| \| \| \| \| \| \| \| \| \| \| \| \| \| \| \| \| 23. Caroline Ernestine xứ Erbach-Schönberg (= 27) \| \| \| \| \| \| \| \| \| \| \| \| \| \| \| \| \| \| \| \| \| \| \| \| \| \| \| \| \| \| \| \| \| \| \| \| \| \| \| \| \| \| \| \| \| \| \| \| \| \| \| \| \| \| 1. Alice của Liên hiệp Anh \| \| \| \| \| \| \| \| \| \| \| \| \| \| \| \| \| \| \| \| \| \| \| \| \| \| \| \| \| \| \| \| \| \| \| \| \| \| \| \| \| \| \| \| \| \| \| \| \| \| \| \| \| \| 24. Ernst Friedrich xứ Sachsen-Coburg-Saalfeld (= 20) \| \| \| \| \| \| \| \| \| \| \| \| \| \| \| \| \| \| \| \| \| \| \| \| \| \| \| \| \| \| \| \| \| \| \| \| \| \| \| \| \| \| \| \| \| \| \| \| \| \| \| \| \| \| 12. Franz I xứ Sachsen-Coburg-Saalfeld (= 10)[35] \| \| \| \| \| \| \| \| \| \| \| \| \| \| \| \| \| \| \| \| \| \| \| \| \| \| \| \| \| \| \| \| \| \| \| \| \| \| \| \| \| \| \| \| \| \| \| \| \| \| \| \| \| \| 25. Sophie Antoinette xứ Braunschweig-Wolfenbüttel (= 21) \| \| \| \| \| \| \| \| \| \| \| \| \| \| \| \| \| \| \| \| \| \| \| \| \| \| \| \| \| \| \| \| \| \| \| \| \| \| \| \| \| \| \| \| \| \| \| \| \| \| \| \| \| \| 6. Ernst I xứ Sachsen-Coburg và Gotha[35] \| \| \| \| \| \| \| \| \| \| \| \| \| \| \| \| \| \| \| \| \| \| \| \| \| \| \| \| \| \| \| \| \| \| \| \| \| \| \| \| \| \| \| \| \| \| \| \| \| \| \| \| \| \| 26. Heinrich XXIV Reuß xứ Ebersdorf (= 22) \| \| \| \| \| \| \| \| \| \| \| \| \| \| \| \| \| \| \| \| \| \| \| \| \| \| \| \| \| \| \| \| \| \| \| \| \| \| \| \| \| \| \| \| \| \| \| \| \| \| \| \| \| \| 13. Augusta Reuß xứ Ebersdorf (= 11)[35] \| \| \| \| \| \| \| \| \| \| \| \| \| \| \| \| \| \| \| \| \| \| \| \| \| \| \| \| \| \| \| \| \| \| \| \| \| \| \| \| \| \| \| \| \| \| \| \| \| \| \| \| \| \| 27. Caroline Ernestine xứ Erbach-Schönberg (= 23) \| \| \| \| \| \| \| \| \| \| \| \| \| \| \| \| \| \| \| \| \| \| \| \| \| \| \| \| \| \| \| \| \| \| \| \| \| \| \| \| \| \| \| \| \| \| \| \| \| \| \| \| \| \| 3. Albrecht xứ Sachsen-Coburg và Gotha \| \| \| \| \| \| \| \| \| \| \| \| \| \| \| \| \| \| \| \| \| \| \| \| \| \| \| \| \| \| \| \| \| \| \| \| \| \| \| \| \| \| \| \| \| \| \| \| \| \| \| \| \| \| 28. Ernst II xứ Sachsen-Gotha-Altenburg \| \| \| \| \| \| \| \| \| \| \| \| \| \| \| \| \| \| \| \| \| \| \| \| \| \| \| \| \| \| \| \| \| \| \| \| \| \| \| \| \| \| \| \| \| \| \| \| \| \| \| \| \| \| 14. August I xứ Sachsen-Gotha-Altenburg[35] \| \| \| \| \| \| \| \| \| \| \| \| \| \| \| \| \| \| \| \| \| \| \| \| \| \| \| \| \| \| \| \| \| \| \| \| \| \| \| \| \| \| \| \| \| \| \| \| \| \| \| \| \| \| 29. Charlotte xứ Sachsen-Meiningen \| \| \| \| \| \| \| \| \| \| \| \| \| \| \| \| \| \| \| \| \| \| \| \| \| \| \| \| \| \| \| \| \| \| \| \| \| \| \| \| \| \| \| \| \| \| \| \| \| \| \| \| \| \| 7. Luise Pauline xứ Sachsen-Gotha-Altenburg[35] \| \| \| \| \| \| \| \| \| \| \| \| \| \| \| \| \| \| \| \| \| \| \| \| \| \| \| \| \| \| \| \| \| \| \| \| \| \| \| \| \| \| \| \| \| \| \| \| \| \| \| \| \| \| 30. Friedrich Franz I xứ Mecklenburg \| \| \| \| \| \| \| \| \| \| \| \| \| \| \| \| \| \| \| \| \| \| \| \| \| \| \| \| \| \| \| \| \| \| \| \| \| \| \| \| \| \| \| \| \| \| \| \| \| \| \| \| \| \| 15. Luise Charlotte xứ Mecklenburg[35] \| \| \| \| \| \| \| \| \| \| \| \| \| \| \| \| \| \| \| \| \| \| \| \| \| \| \| \| \| \| \| \| \| \| \| \| \| \| \| \| \| \| \| \| \| \| \| \| \| \| \| \| \| \| 31. Luise xứ Sachsen-Gotha-Altenburg \| \| \| \| \| \| \| \| \| \| \| \| \| \| \| \| \| \| \| \| \| \| \| \| \| \| \| \| \| \| \| \| \| \| \| \| \| \| \| \| \| \| \| \| \| \| \| \| \| \| \| \| |                                                           |  |  |  |  |  |  |  |  |  |  |  |  |  |  |  |
| |                                                           |  |  |  |  |  |  |  |  |  |  |  |  |  |  |  |
| | 16. Frederick của Đại Anh                                 |  |  |  |  |  |  |  |  |  |  |  |  |  |  |  |
| |                                                           |  |  |  |  |  |  |  |  |  |  |  |  |  |  |  |
| |                                                           |  |  |  |  |  |  |  |  |  |  |  |  |  |  |  |
| | 8. George III của Liên hiệp Anh                           |  |  |  |  |  |  |  |  |  |  |  |  |  |  |  |
| |                                                           |  |  |  |  |  |  |  |  |  |  |  |  |  |  |  |
| |                                                           |  |  |  |  |  |  |  |  |  |  |  |  |  |  |  |
| | 17. Augusta xứ Sachsen-Gotha-Altenburg                    |  |  |  |  |  |  |  |  |  |  |  |  |  |  |  |
| |                                                           |  |  |  |  |  |  |  |  |  |  |  |  |  |  |  |
| |                                                           |  |  |  |  |  |  |  |  |  |  |  |  |  |  |  |
| | 4. Edward của Liên hiệp Anh và Hannover                   |  |  |  |  |  |  |  |  |  |  |  |  |  |  |  |
| |                                                           |  |  |  |  |  |  |  |  |  |  |  |  |  |  |  |
| |                                                           |  |  |  |  |  |  |  |  |  |  |  |  |  |  |  |
| | 18. Karl Ludwig xứ Mecklenburg                            |  |  |  |  |  |  |  |  |  |  |  |  |  |  |  |
| |                                                           |  |  |  |  |  |  |  |  |  |  |  |  |  |  |  |
| |                                                           |  |  |  |  |  |  |  |  |  |  |  |  |  |  |  |
| | 9. Charlotte xứ Mecklenburg-Strelitz                      |  |  |  |  |  |  |  |  |  |  |  |  |  |  |  |
| |                                                           |  |  |  |  |  |  |  |  |  |  |  |  |  |  |  |
| |                                                           |  |  |  |  |  |  |  |  |  |  |  |  |  |  |  |
| | 19. Elisabeth Albertine xứ Sachsen-Hildburghausen         |  |  |  |  |  |  |  |  |  |  |  |  |  |  |  |
| |                                                           |  |  |  |  |  |  |  |  |  |  |  |  |  |  |  |
| |                                                           |  |  |  |  |  |  |  |  |  |  |  |  |  |  |  |
| | 2. Victoria I của Liên hiệp Anh                           |  |  |  |  |  |  |  |  |  |  |  |  |  |  |  |
| |                                                           |  |  |  |  |  |  |  |  |  |  |  |  |  |  |  |
| |                                                           |  |  |  |  |  |  |  |  |  |  |  |  |  |  |  |
| | 20. Ernst Friedrich xứ Sachsen-Coburg-Saalfeld (= 24)     |  |  |  |  |  |  |  |  |  |  |  |  |  |  |  |
| |                                                           |  |  |  |  |  |  |  |  |  |  |  |  |  |  |  |
| |                                                           |  |  |  |  |  |  |  |  |  |  |  |  |  |  |  |
| | 10. Franz I xứ Sachsen-Coburg-Saalfeld (= 12)             |  |  |  |  |  |  |  |  |  |  |  |  |  |  |  |
| |                                                           |  |  |  |  |  |  |  |  |  |  |  |  |  |  |  |
| |                                                           |  |  |  |  |  |  |  |  |  |  |  |  |  |  |  |
| | 21. Sophie Antoinette xứ Braunschweig-Wolfenbüttel (= 25) |  |  |  |  |  |  |  |  |  |  |  |  |  |  |  |
| |                                                           |  |  |  |  |  |  |  |  |  |  |  |  |  |  |  |
| |                                                           |  |  |  |  |  |  |  |  |  |  |  |  |  |  |  |
| | 5. Victoire xứ Sachsen-Coburg-Saalfeld                    |  |  |  |  |  |  |  |  |  |  |  |  |  |  |  |
| |                                                           |  |  |  |  |  |  |  |  |  |  |  |  |  |  |  |
| |                                                           |  |  |  |  |  |  |  |  |  |  |  |  |  |  |  |
| | 22. Heinrich XXIV Reuß xứ Ebersdorf (= 26)                |  |  |  |  |  |  |  |  |  |  |  |  |  |  |  |
| |                                                           |  |  |  |  |  |  |  |  |  |  |  |  |  |  |  |
| |                                                           |  |  |  |  |  |  |  |  |  |  |  |  |  |  |  |
| | 11. Augusta Reuß xứ Ebersdorf (= 13)                      |  |  |  |  |  |  |  |  |  |  |  |  |  |  |  |
| |                                                           |  |  |  |  |  |  |  |  |  |  |  |  |  |  |  |
| |                                                           |  |  |  |  |  |  |  |  |  |  |  |  |  |  |  |
| | 23. Caroline Ernestine xứ Erbach-Schönberg (= 27)         |  |  |  |  |  |  |  |  |  |  |  |  |  |  |  |
| |                                                           |  |  |  |  |  |  |  |  |  |  |  |  |  |  |  |
| |                                                           |  |  |  |  |  |  |  |  |  |  |  |  |  |  |  |
| | 1. Alice của Liên hiệp Anh                                |  |  |  |  |  |  |  |  |  |  |  |  |  |  |  |
| |                                                           |  |  |  |  |  |  |  |  |  |  |  |  |  |  |  |
| |                                                           |  |  |  |  |  |  |  |  |  |  |  |  |  |  |  |
| | 24. Ernst Friedrich xứ Sachsen-Coburg-Saalfeld (= 20)     |  |  |  |  |  |  |  |  |  |  |  |  |  |  |  |
| |                                                           |  |  |  |  |  |  |  |  |  |  |  |  |  |  |  |
| |                                                           |  |  |  |  |  |  |  |  |  |  |  |  |  |  |  |
| | 12. Franz I xứ Sachsen-Coburg-Saalfeld (= 10)             |  |  |  |  |  |  |  |  |  |  |  |  |  |  |  |
| |                                                           |  |  |  |  |  |  |  |  |  |  |  |  |  |  |  |
| |                                                           |  |  |  |  |  |  |  |  |  |  |  |  |  |  |  |
| | 25. Sophie Antoinette xứ Braunschweig-Wolfenbüttel (= 21) |  |  |  |  |  |  |  |  |  |  |  |  |  |  |  |
| |                                                           |  |  |  |  |  |  |  |  |  |  |  |  |  |  |  |
| |                                                           |  |  |  |  |  |  |  |  |  |  |  |  |  |  |  |
| | 6. Ernst I xứ Sachsen-Coburg và Gotha                     |  |  |  |  |  |  |  |  |  |  |  |  |  |  |  |
| |                                                           |  |  |  |  |  |  |  |  |  |  |  |  |  |  |  |
| |                                                           |  |  |  |  |  |  |  |  |  |  |  |  |  |  |  |
| | 26. Heinrich XXIV Reuß xứ Ebersdorf (= 22)                |  |  |  |  |  |  |  |  |  |  |  |  |  |  |  |
| |                                                           |  |  |  |  |  |  |  |  |  |  |  |  |  |  |  |
| |                                                           |  |  |  |  |  |  |  |  |  |  |  |  |  |  |  |
| | 13. Augusta Reuß xứ Ebersdorf (= 11)                      |  |  |  |  |  |  |  |  |  |  |  |  |  |  |  |
| |                                                           |  |  |  |  |  |  |  |  |  |  |  |  |  |  |  |
| |                                                           |  |  |  |  |  |  |  |  |  |  |  |  |  |  |  |
| | 27. Caroline Ernestine xứ Erbach-Schönberg (= 23)         |  |  |  |  |  |  |  |  |  |  |  |  |  |  |  |
| |                                                           |  |  |  |  |  |  |  |  |  |  |  |  |  |  |  |
| |                                                           |  |  |  |  |  |  |  |  |  |  |  |  |  |  |  |
| | 3. Albrecht xứ Sachsen-Coburg và Gotha                    |  |  |  |  |  |  |  |  |  |  |  |  |  |  |  |
| |                                                           |  |  |  |  |  |  |  |  |  |  |  |  |  |  |  |
| |                                                           |  |  |  |  |  |  |  |  |  |  |  |  |  |  |  |
| | 28. Ernst II xứ Sachsen-Gotha-Altenburg                   |  |  |  |  |  |  |  |  |  |  |  |  |  |  |  |
| |                                                           |  |  |  |  |  |  |  |  |  |  |  |  |  |  |  |
| |                                                           |  |  |  |  |  |  |  |  |  |  |  |  |  |  |  |
| | 14. August I xứ Sachsen-Gotha-Altenburg                   |  |  |  |  |  |  |  |  |  |  |  |  |  |  |  |
| |                                                           |  |  |  |  |  |  |  |  |  |  |  |  |  |  |  |
| |                                                           |  |  |  |  |  |  |  |  |  |  |  |  |  |  |  |
| | 29. Charlotte xứ Sachsen-Meiningen                        |  |  |  |  |  |  |  |  |  |  |  |  |  |  |  |
| |                                                           |  |  |  |  |  |  |  |  |  |  |  |  |  |  |  |
| |                                                           |  |  |  |  |  |  |  |  |  |  |  |  |  |  |  |
| | 7. Luise Pauline xứ Sachsen-Gotha-Altenburg               |  |  |  |  |  |  |  |  |  |  |  |  |  |  |  |
| |                                                           |  |  |  |  |  |  |  |  |  |  |  |  |  |  |  |
| |                                                           |  |  |  |  |  |  |  |  |  |  |  |  |  |  |  |
| | 30. Friedrich Franz I xứ Mecklenburg                      |  |  |  |  |  |  |  |  |  |  |  |  |  |  |  |
| |                                                           |  |  |  |  |  |  |  |  |  |  |  |  |  |  |  |
| |                                                           |  |  |  |  |  |  |  |  |  |  |  |  |  |  |  |
| | 15. Luise Charlotte xứ Mecklenburg                        |  |  |  |  |  |  |  |  |  |  |  |  |  |  |  |
| |                                                           |  |  |  |  |  |  |  |  |  |  |  |  |  |  |  |
| |                                                           |  |  |  |  |  |  |  |  |  |  |  |  |  |  |  |
| | 31. Luise xứ Sachsen-Gotha-Altenburg                      |  |  |  |  |  |  |  |  |  |  |  |  |  |  |  |
| |                                                           |  |  |  |  |  |  |  |  |  |  |  |  |  |  |  |
| |                                                           |  |  |  |  |  |  |  |  |  |  |  |  |  |  |  |